# Українсько-бангладеські відносини
Українсько-бангладеські відносини — відносини між Україною і Бангладеш. Ахмед Акбар Собхан — голова Bashundhara Group є почесним Генеральним консулом України в Бангладеші.

## Сільськогосподарська кооперація
Сільськогосподарська галузь була визначена як перспективний сектор для співробітництва між Бангладеш і Україною. У серпні 2011 року міністр продовольства України Микола Присяжнюк відвідав з офіційним візитом Бангладеш, для співпраці в галузі сільського господарства. Україна має зацікавленість у експорті сільськогосподарської техніки в Бангладеш. У 2011 році Україна і Бангладеш підписали меморандум про імпорт Бангладеш 100 000 тонн пшениці на державному рівні. У 2013 році Бангладеш імпортував з України 200 000 тонн пшениці на міжурядовому рівні.

## Економічна кооперація
Бангладеш і Україна мають інтерес до розширення двосторонніх міжнародних відносин в економіці і обидві країни зробили необхідні кроки в цьому секторі. Бангладеш експортує в Україну рибну продукцію, шкіру, готовий одяг, текстиль, олію, овочі, фармакологічну і тютюнову продукцію. Україна в основному експортує в Бангладеш мінеральні товари, хімічну продукцію, прилади і електричне обладнання. Українські компанії виявили інтерес до створення спільних з Бангладеш підприємств для інвестування в суднобудівництво, виготовлення сталі і хімічних добрив. Україна також зацікавлена у розвитку портових потужностей Бангладеш.

## Освіта
Студенти з Бангладеш навчаються в Луганському державному медичному університеті і в Одеській національній морській академії.

## Трудова міграція
Компанія з виготовлення меблів ДП "Ламелла", що має нестачу кадрів, веде перемовини з Міністерством закордонних справ про працевлаштування 160 робітників із Народної Республіки Бангладеш.